# Weltervikt i fristil för herrar i brottning vid olympiska sommarspelen 2004
Herrarnas brottningsturnering i fristil i viktklassen weltervikt vid olympiska sommarspelen 2008 avgjordes den 28-29 augusti i Aten i Ano Liossia Olympic Hall. 

## Medaljörer
| Klass      | Guld                        | Silver                       | Brons               |
| Weltervikt | Buvajsar Sajtiev · Ryssland | Gennadij Lalijev · Kazakstan | Iván Fundora · Kuba |

## Resultat

### Förkortningar
- EF — Vinst genom förverkande, förloraren ej plancerad
- E2 — Båda brottarna diskvalificerade för brott mot reglerna
- EV — Diskvalifikation från samtliga tävlingar för brott mot reglerna
- EX — 3 varningar eller brott mot reglerna
- PA — Skada/uteblivande
- PO — Vinst efter poäng, förloraren utan teknik-poäng
- PP — Vinst efter poäng, förloraren med teknik-poäng
- SP — Teknisk överlägsenhet, 10 poängs skillnad, förloraren hade poäng
- ST — Teknisk överlägsenhet, 10 poängs skillnad, förloraren utan poäng
- TO — Vinst efter fall
- KP — Klassificeringspoäng
- TP — Tekniska poäng

### Utslagningsronder

#### Grupp 1
| Tävlande             | Spelade | Vunna | Förlorade | KP | TP |
| -------------------- | ------- | ----- | --------- | -- | -- |
| Iván Fundora (CUB)   | 2       | 2     | 0         | 6  | 14 |
| Kunihiko Obata (JPN) | 2       | 1     | 1         | 3  | 8  |
| Sujeet Maan (IND)    | 2       | 0     | 2         | 0  | 0  |

|                      | Poäng |                      | KP     |
| -------------------- | ----- | -------------------- | ------ |
| Sujeet Maan (IND)    | 0–8   | Kunihiko Obata (JPN) | 0–3 PO |
| Iván Fundora (CUB)   | 6–0   | Sujeet Maan (IND)    | 3–0 PO |
| Kunihiko Obata (JPN) | 0–8   | Iván Fundora (CUB)   | 0–3 PO |

#### Grupp 2
| Tävlande                | Spelade | Vunna | Förlorade | KP | TP |
| ----------------------- | ------- | ----- | --------- | -- | -- |
| Daniel Igali (CAN)      | 2       | 2     | 0         | 6  | 12 |
| Yusup Abdusalomov (TJK) | 2       | 1     | 1         | 4  | 9  |
| Elnur Aslanov (AZE)     | 2       | 0     | 2         | 2  | 4  |

|                         | Poäng |                         | KP     |
| ----------------------- | ----- | ----------------------- | ------ |
| Yusup Abdusalomov (TJK) | 7–3   | Elnur Aslanov (AZE)     | 3–1 PP |
| Daniel Igali (CAN)      | 5–2   | Yusup Abdusalomov (TJK) | 3–1 PP |
| Elnur Aslanov (AZE)     | 1–7   | Daniel Igali (CAN)      | 1–3 PP |

#### Grupp 3
| Tävlande               | Spelade | Vunna | Förlorade | KP | TP |
| ---------------------- | ------- | ----- | --------- | -- | -- |
| Gennadiy Laliyev (KAZ) | 2       | 2     | 0         | 8  | 16 |
| Arayik Gevorgyan (ARM) | 2       | 1     | 1         | 4  | 11 |
| Nate Ackerman (GBR)    | 2       | 0     | 2         | 0  | 0  |

|                        | Poäng |                        | KP     |
| ---------------------- | ----- | ---------------------- | ------ |
| Nate Ackerman (GBR)    | 0–11  | Arayik Gevorgyan (ARM) | 0–4 ST |
| Gennadiy Laliyev (KAZ) | 11–0  | Nate Ackerman (GBR)    | 4–0 ST |
| Arayik Gevorgyan (ARM) | 0–5   | Gennadiy Laliyev (KAZ) | 0–4 TO |

#### Grupp 4
| Tävlande                 | Spelade | Vunna | Förlorade | KP | TP |
| ------------------------ | ------- | ----- | --------- | -- | -- |
| Joe Williams (USA)       | 2       | 2     | 0         | 6  | 9  |
| Mehdi Hajizadeh (IRI)    | 2       | 1     | 1         | 3  | 7  |
| Gela Saghirashvili (GEO) | 2       | 0     | 2         | 2  | 6  |

|                          | Poäng |                          | KP     |
| ------------------------ | ----- | ------------------------ | ------ |
| Gela Saghirashvili (GEO) | 1–6   | Joe Williams (USA)       | 1–3 PP |
| Mehdi Hajizadeh (IRI)    | 7–5   | Gela Saghirashvili (GEO) | 3–1 PP |
| Joe Williams (USA)       | 3–0   | Mehdi Hajizadeh (IRI)    | 3–0 PO |

#### Grupp 5
| Tävlande                | Spelade | Vunna | Förlorade | KP | TP |
| ----------------------- | ------- | ----- | --------- | -- | -- |
| Murad Gaidarov (BLR)    | 2       | 2     | 0         | 7  | 14 |
| Salvatore Rinella (ITA) | 2       | 1     | 1         | 5  | 13 |
| Ali Abdo (AUS)          | 2       | 0     | 2         | 0  | 0  |

|                         | Poäng |                         | KP     |
| ----------------------- | ----- | ----------------------- | ------ |
| Ali Abdo (AUS)          | 0–10  | Murad Gaidarov (BLR)    | 0–4 ST |
| Salvatore Rinella (ITA) | 11–0  | Ali Abdo (AUS)          | 4–0 ST |
| Murad Gaidarov (BLR)    | 4–2   | Salvatore Rinella (ITA) | 3–1 PP |

#### Grupp 6
| Tävlande                  | Spelade | Vunna | Förlorade | KP | TP |
| ------------------------- | ------- | ----- | --------- | -- | -- |
| Buvaisar Saitiev (RUS)    | 2       | 2     | 0         | 6  | 14 |
| Emzarios Bentinidis (GRE) | 2       | 1     | 1         | 4  | 6  |
| Árpád Ritter (HUN)        | 2       | 0     | 2         | 2  | 3  |

|                           | Poäng |                           | KP     |
| ------------------------- | ----- | ------------------------- | ------ |
| Árpád Ritter (HUN)        | 2–8   | Buvaisar Saitiev (RUS)    | 1–3 PP |
| Emzarios Bentinidis (GRE) | 5–1   | Árpád Ritter (HUN)        | 3–1 PP |
| Buvaisar Saitiev (RUS)    | 6–1   | Emzarios Bentinidis (GRE) | 3–1 PP |

#### Grupp 7
| Tävlande                  | Spelade | Vunna | Förlorade | KP | TP |
| ------------------------- | ------- | ----- | --------- | -- | -- |
| Krystian Brzozowski (POL) | 2       | 2     | 0         | 6  | 7  |
| Nikolay Paslar (BUL)      | 2       | 1     | 1         | 4  | 6  |
| Sihamir Osmanov (MKD)     | 2       | 0     | 2         | 1  | 1  |

|                           | Poäng |                           | KP     |
| ------------------------- | ----- | ------------------------- | ------ |
| Nikolay Paslar (BUL)      | 3–3   | Krystian Brzozowski (POL) | 1–3 PP |
| Sihamir Osmanov (MKD)     | 1–3   | Nikolay Paslar (BUL)      | 1–3 PP |
| Krystian Brzozowski (POL) | 4–0   | Sihamir Osmanov (MKD)     | 3–0 PO |

### Utslagningsträd
|  | Kvartsfinaler          | Kvartsfinaler          | Kvartsfinaler |  |  | Semifinaler               | Semifinaler               | Semifinaler            |   |                        | Final                     | Final                     | Final      |
|  |                        |                        |               |  |  |                           |                           |                        |   |                        |                           |                           |            |
|  | Iván Fundora (CUB)     | Iván Fundora (CUB)     | 3             |  |  |                           |                           |                        |   |                        |                           |                           |            |
|  | Daniel Igali (CAN)     | Daniel Igali (CAN)     | 1             |  |  | Iván Fundora (CUB)        | Iván Fundora (CUB)        | 4                      |   |                        |                           |                           |            |
|  | Gennadiy Laliyev (KAZ) | Gennadiy Laliyev (KAZ) | 3             |  |  | Gennadiy Laliyev (KAZ)    | Gennadiy Laliyev (KAZ)    | 5                      |   |                        |                           |                           |            |
|  | Joe Williams (USA)     | Joe Williams (USA)     | 2             |  |  |                           |                           |                        |   | Gennadiy Laliyev (KAZ) | Gennadiy Laliyev (KAZ)    | 0                         |            |
|  | Murad Gaidarov (BLR)   | Murad Gaidarov (BLR)   | 2             |  |  |                           | Buvaisar Saitiev (RUS)    | Buvaisar Saitiev (RUS) | 7 |                        |                           |                           |            |
|  | Buvaisar Saitiev (RUS) | Buvaisar Saitiev (RUS) | 3             |  |  | Buvaisar Saitiev (RUS)    | Buvaisar Saitiev (RUS)    | 8                      |   |                        |                           |                           |            |
|  |                        |                        |               |  |  | Krystian Brzozowski (POL) | Krystian Brzozowski (POL) | 0                      |   |                        | Bronsmatch                | Bronsmatch                | Bronsmatch |
|  |                        |                        |               |  |  |                           |                           |                        |   |                        |                           |                           |            |
|  |                        |                        |               |  |  |                           |                           |                        |   |                        | Iván Fundora (CUB)        | Iván Fundora (CUB)        | 3          |
|  |                        |                        |               |  |  |                           |                           |                        |   |                        | Krystian Brzozowski (POL) | Krystian Brzozowski (POL) | 1          |

|  | 5:e plats |                      |    |  |
|  |           |                      |    |  |
|  | 1         | Joe Williams (USA)   |    |  |
|  | 1         | Joe Williams (USA)   |    |  |
|  | 2         | Murad Gaidarov (BLR) | EV |  |